# Akira Haraguchi
Pour les articles homonymes, voir Haraguchi.
 (octobre 2021).
Si vous disposez d'ouvrages ou d'articles de référence ou si vous connaissez des sites web de qualité traitant du thème abordé ici, merci de compléter l'article en donnant les références utiles à sa vérifiabilité et en les liant à la section « Notes et références ».
Akira Haraguchi (原口 證, Haraguchi Akira) est un ingénieur japonais né le 27 novembre 1945, connu pour avoir réussi à retenir 83 431 décimales du nombre π[Quand ?][réf. nécessaire]. Il lui aura fallu plus de 12 heures pour énumérer toutes ces décimales. En septembre 2005, il réussit à en énumérer plus de 54 000 mais le record n'est pas été validé car il dépasse le temps imparti. Il réitère son record un an plus tard (2006) en mémorisant et récitant publiquement 100 000 décimales pendant 16 heures.
Cet exploit n'a pas été homologué par le Livre Guinness des records. Le dernier à l'avoir été est celui de Rajveer Meena, un étudiant indien qui a récité 70 000 décimales le 21 mars 2015.